# Syllis picta
Syllis picta är en ringmaskart som beskrevs av Grube 1870. Syllis picta ingår i släktet Syllis och familjen Syllidae. Inga underarter finns listade i Catalogue of Life.